# Schlepp
Ein Schlepp bezeichnet die Übernahme des Antriebs eines Fahrzeuges durch ein anderes. Das geschleppte Fahrzeug wird dabei gezogen oder geschoben.

## Luftfahrt
Bei Flugzeugen ist der Flugzeugschlepp von Segelflugzeugen üblich. Hierbei wird selbiges durch ein motorisiertes Flugzeug in die Höhe hochgezogen, ab der das Segelflugzeug aufgrund der am Flugort vorherrschenden atmosphärischen Bedingungen selbständig fliegen kann.
Weiterhin gibt es stark motorisierte Landfahrzeuge, die Flugzeuge ziehen oder schieben: Flugzeugschlepper.
Ein kräftiges, schnelles Motorboot kann einen Menschen mit Gleitschirm, Flugschirm oder Delta-Drachen über Wasser fliegend schleppen. Der Start kann bei anfangs Zickzack ausgelegter Leine von einer Wiese am Ufer aus erfolgen, hierbei muss der Mensch einige Schritte laufen, eventuell noch davor einen Schirm aufziehen, bevor er abhebt. Andererseits kann aus dem Wasser heraus gestartet werden, eventuell mit Wasserski. Schwimmweste und schwimmfähige Leine sind zu empfehlen.

## Schifffahrt

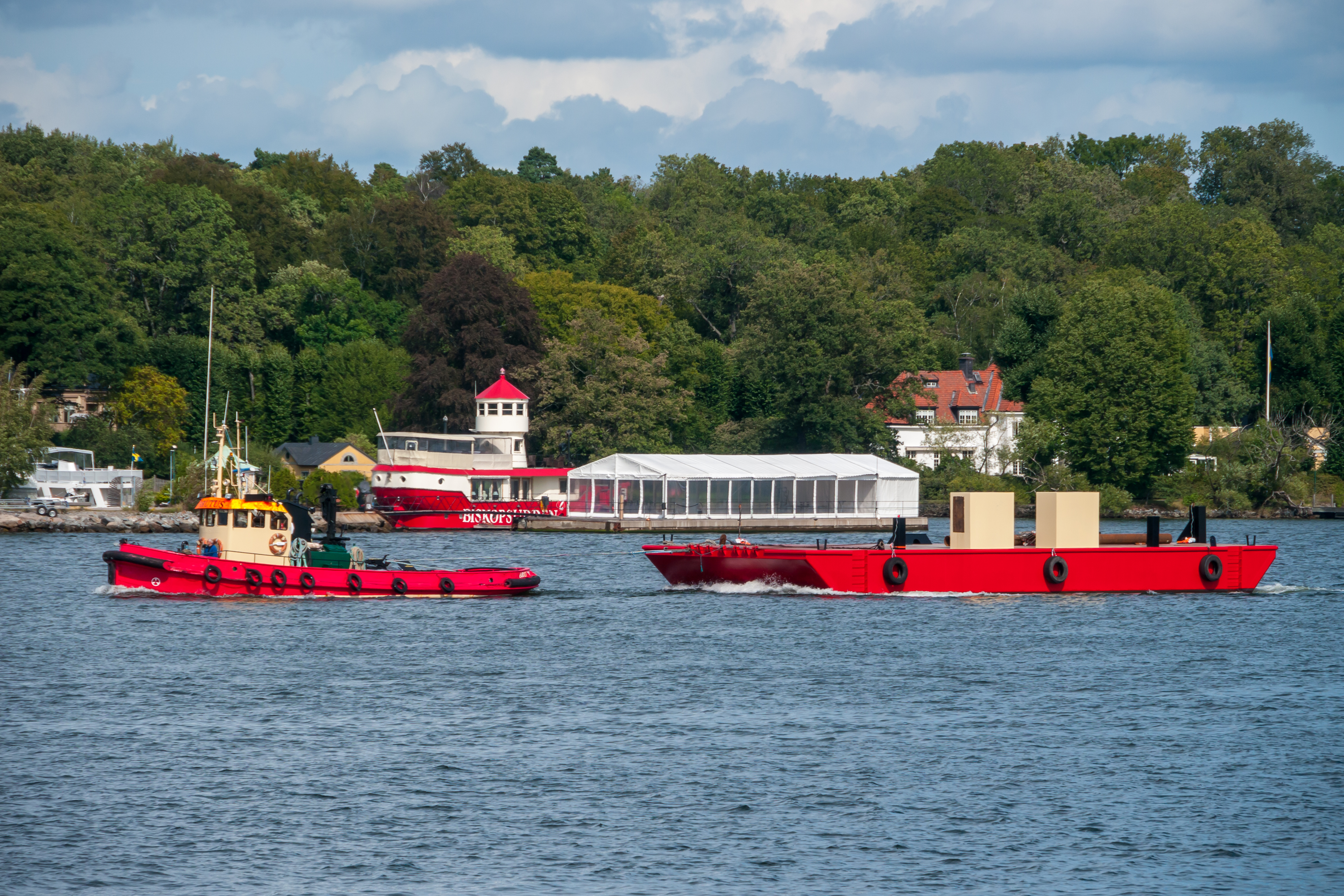
Schleppverband in Stockholm

In der Schifffahrt wird das schleppende und das geschleppte Wasserfahrzeug als Schleppverband oder Schleppzug bezeichnet. Er kann mehrere Wasserfahrzeuge umfassen. Das schleppende Fahrzeug kann dabei die anderen ziehen, schieben oder auch längsseits nehmen. Die Lichterführung ist unterschiedlich, abhängig davon ob der Schleppverband als zusammengehörende Einheit erkennbar sein soll oder ein Zug darstellt.
In der Seeschifffahrt sind manövrierunfähige oder -behinderte Fahrzeuge bzw. Fahrzeuge ohne Motorisierung (z. B. Rennsegelboote bestimmter Klassen) im Schlepp wenn sie von einem Motorboot gezogen werden.
Schlepper werden eingesetzt, um manövrierunfähige Boote in einen Hafen zu ziehen oder um sehr große Schiffe in einem Hafen sicher an ihren vorgesehenen Liegeplatz zu bringen. Grundsätzlich darf jedes Boot ein anderes (Ab)schleppen, falls dies nötig oder gewünscht wird. Das Abschleppen unter Segeln ist zwar anspruchsvoll, aber ebenfalls möglich.
Im Panamakanal (alt) werden Schiffe von mehreren Lokomotiven auf Schienen am Ufer gezogen.
Siehe auch Treidelschiff.

## Kraftfahrzeuge
Kraftfahrzeuge müssen zum Teil angeschleppt werden, bis der Motor des Geschleppten die erforderliche Drehzahl erreicht.
Schleppen ist im Gegensatz zur Abschleppung das Ziehen eines fahrtüchtigen Fahrzeuges. Hierbei entstehen Fahrzeugkombinationen. Nach deutschem Verkehrsrecht ist beim Schleppen bereits aufgrund der Anzahl der Achsen (Zugfahrzeug und „Anhänger“) eine Fahrerlaubnis der Kl. C notwendig.

## Eisenbahn
Bei der Eisenbahn ist der Begriff nicht geläufig. Bei Industriebahnen oder Straßenbahnen kann dagegen ein Schienenfahrzeug auch durch ein Straßenfahrzeug in Schlepp genommen werden. 
In Industriebetrieben und Unterhaltsanlagen werden Seilwinden genutzt, um Fahrzeuge zu schleppen. Die Begriffe Schleppgleis und Schleppbahn für Gleisanschluss und Industriestammgleis rühren daher. 
Es gibt auch die Möglichkeit quer über parallele Gleise ein Querkreis kreuzend zu legen auf dem ein Schienenfahrzeug gerade so weit einrückt, dass seine Winde mittig auf ein zu bedienendes Gleis ausgerichtet ist. Realisiert ist das auf der Westseite des Grazer Hauptbahnhofs, um E-Loks aus einem Reparaturschuppen mit mehreren Gleisen bis unter die Oberleitung zu ziehen.